# Jules Jaumotte
Jules Marie Charles Jaumotte, född 1887, död 1940, var en belgisk militär och meteorolog.
Jules Jaumotte utbildades till militärflygare, blev major 1918 och deltog i första världskriget, varvid han utförde flygfotografering med hjälp av en egen sinnrik metod för upptäckten av kamouflage. Han blev 1919 direktör för Belgiens meteorologiska institut. Det reorganiserade han och utvidgade till att omfatta flera nya avdelningar, såsom för aerologi och flygväderlekstjänst. Jaumotte ägnade sig sedan i stor utsträckning åt aerologin, konstruerade meteorografer för flygplan och för friballonger, båda mycket begagnade även inom svensk meteorologi vid undersökningar i de högre luftlagren. Jaumotte avled efter att ha blivit svårt sårad av en lufttorped under meteorologiska institutets förflyttning vid Belgiens kapitulation i andra världskriget.